# Stomaphis sinisalicis
Stomaphis sinisalicis är en insektsart. Stomaphis sinisalicis ingår i släktet Stomaphis och familjen långrörsbladlöss. Inga underarter finns listade i Catalogue of Life.